# Histoire de l'Allier
L’histoire du département de l'Allier  commence le 4 mars 1790, lorsqu’il est créé en application de la loi du 22 décembre 1789.

## Héraldique
Allier
| Blason | Blasonnement : D’azur semé de fleurs de lys d’or à la bande de gueules. Commentaires : Le blason de l'Allier, qui est aussi celui de l'ancienne province du Bourbonnais, est aux armes de la troisième maison de Bourbon issue de Robert de Clermont, sixième fils de Saint Louis, qui épousa Béatrix de Bourbon et fut reconnu sire de Bourbon en 1283. |

## Création

Carte de l'Allier (1790)

Le département de l’Allier est essentiellement créé à partir de l’ancienne province du Bourbonnais.

## Histoire

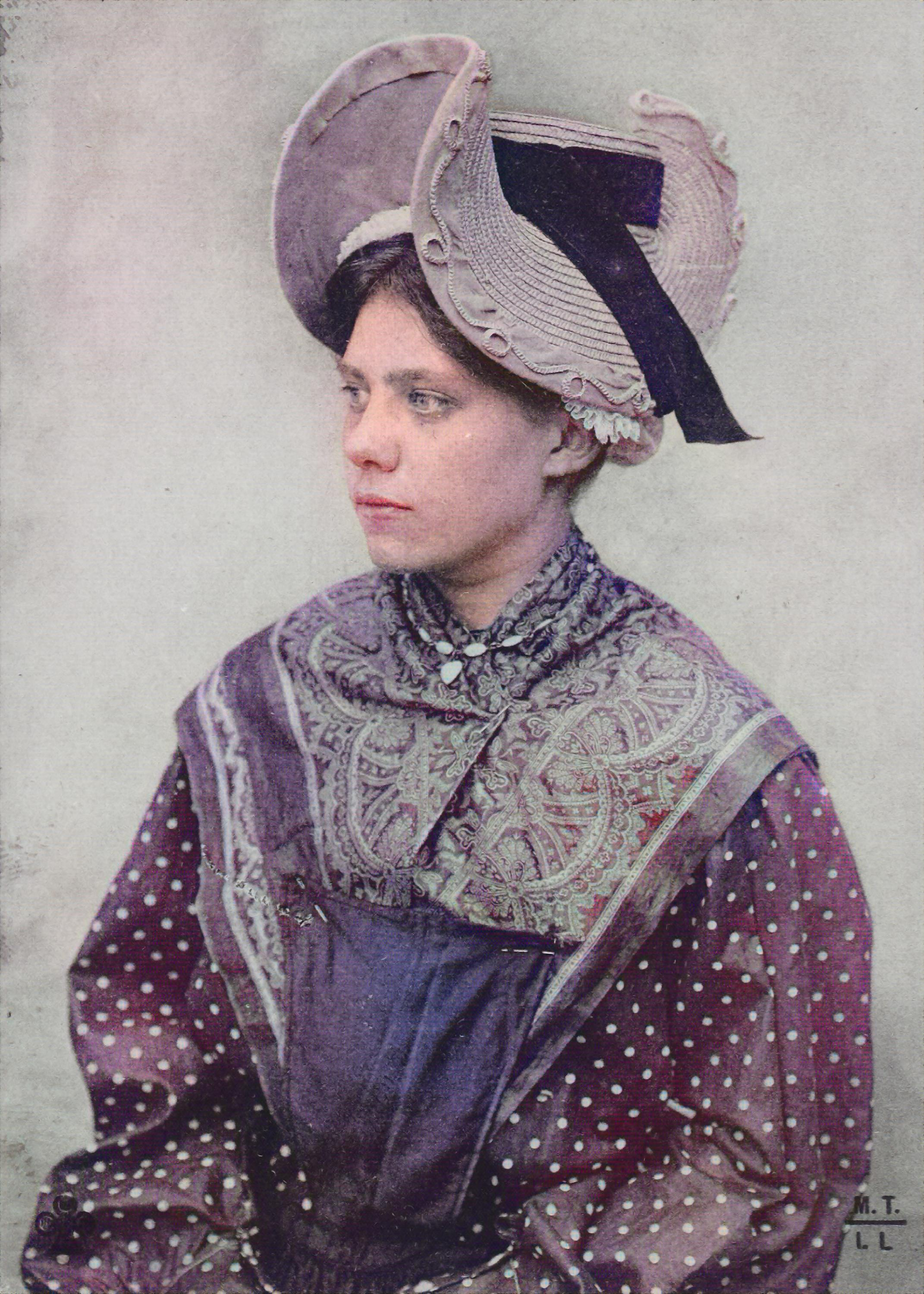
Costume Bourbonnais début 1900

De 1791 à 1793, les 7 districts (Cérilly, Moulins, Le Donjon, Cusset, Gannat, Montluçon et Montmarault) du département de l'Allier fournirent 3 bataillons de volontaires nationaux.
En 1940, le gouvernement du maréchal Pétain s'installa dans la ville de Vichy, qui obtient en 1942 le statut de sous-préfecture à la place de Lapalisse.

## Sources